# Wilm Wolfgang Elwenspoek
Wilm Wolfgang Elwenspoek (* 30. September 1911 in Euskirchen; † ?) war ein deutscher Übersetzer.

## Werk
Elwenspoek übersetzte zwischen 1948 und 1988 mehr als 100 Bücher aus dem Englischen und einige auch aus dem Französischen ins Deutsche. Er übersetzte Kriminalromane, Thriller, politische, wirtschaftliche und kulturelle Betrachtungen und andere Bücher von bekannten Autoren, darunter: Joy Adamson, Desmond Bagley, Carter Brown, C. D. B. Bryan, Raymond Chandler, James Hadley Chase, Frederick Cook, Edmund Crispin, Ladislas Faragó, Louis Fischer, Heinrich Fraenkel, Nicolas Freeling, Erle Stanley Gardner, Arthur Hailey, Chester Himes, Susan Howatch, Margaret Lane, Roger Manvell, Guy de Maupassant, Ellery Queen, Ross Thomas, Hugh Thomas, Baron Thomas of Swynnerton, John Toland. Viele dieser Übersetzungen wurden in den letzten Jahren neu aufgelegt. Einige Übersetzungen machte Elwenspoek zusammen mit seiner Ehefrau Elly.

## Familie
Wilm Elwenspoek war der Sohn von Curt Elwenspoek (1884–1959) und dessen 1. Ehefrau Charlotte Elisa Karolina Hirschberg (* 24. Oktober 1889 in Aachen; † 1972 in Stuttgart, Heirat mit Curt 1910).
Wilm Elwenspoek heiratete am 29. September 1944 in Stuttgart die Übersetzerin Elli (auch: Elly) Karla Dora Magda Sommer (* 26. September 1913). Das Ehepaar hatte zwei Kinder, darunter den Physiker und Hochschullehrer Michael Curt Elwenspoek (* 9. Dezember 1948 in Eutin; † 13. April 2021)
Die Übersetzerin Monika Elwenspoek (1941–2001) ist Halbschwester von Wilm Elwenspoek, Tochter von  Curt Elwenspoek und seiner 4. Ehefrau Hildegard Gertrud Zeidler (* 20. April 1915; † nach April 1959, Heirat mit Curt 1939).

## Übersetzungen (Auswahl)
- Desmond Bagley: Die verhängnisvolle Botschaft, Goldmann, 1988, ISBN 978-3-442-66714-7
- Nicolas Freeling: Valparaiso, Goldmann, 1988, ISBN 978-3-442-06245-4
- Susan Howatch: Der Zauber von Oxmoon, München, Hamburg: Knaus, 1985, ISBN 978-3-8135-0538-2
- Hugh Thomas, Baron Thomas of Swynnerton: Castros Cuba, Berlin: Siedler, 1984, ISBN 978-3-88680-035-3
- John Toland: Gebe Gott, dass es nicht zu spät ist: 1918, Entscheidungsjahr d. 1. Weltkriegs, Bertelsmann, 1981, ISBN 978-3-570-01150-8
- Joy Adamson: Die Löwin Elsa, Ullstein, 1977, ISBN 978-3-548-03322-8
- Ladislas Faragó: Das Spiel der Füchse: deutsche Spionage in England und den USA 1918–1945, Ullstein Verlag, Berlin, 1972
- Ross Thomas: Der Ein-Weg-Mensch., Ullstein, Frankfurt am Main/Berlin 1969
- Arthur Hailey: Airport. Roman., Bertelsmann, 1969
- Chester Himes: Rauhnacht in Harlem, Frankfurt: Ullstein, 1967
- C. D. B. Bryan: Der Außenseiter, Propyläen Verlag, Berlin, 1967
- Margaret Lane: Edgar Wallace : Das Leben eines Phänomens, Hamburg 1966
- Raymond Chandler: Chandler über Chandler, 1965
- Heinrich Fraenkel, Roger Manvell: Himmler: Kleinbürger u. Massenmörder, Ullstein, 1965
- James Hadley Chase: Ein Sarg aus Hongkong, Ullstein, 1963, zusammen mit Elly, Elwenspoek
- Carter Brown: Hexe auf leisen Sohlen, Ullstein, 1962
- James Hadley Chase: Nur Streichhölzer, Ullstein, 1960, zusammen mit Elly, Elwenspoek
- Ellery Queen: Wettlauf mit dem Schicksal, Verlag Kurt Desch, München, 1960
- Edmund Crispin: Mit Geheimtinte, Frankfurt/M.: Ullstein Taschenbücher, 1960
- Erle Stanley Gardner: Alles oder nichts, Nest Verlag, 1957
- Chester Himes: Die Geldmacher von Harlem, 1957, zusammen mit Elly, Elwenspoek
- Louis Fischer: Wiedersehen mit Moskau, Europäische Verlagsanstalt, 1957
- Frederick Cook: Wo Norden Süden ist, Hoffmann und Campe Verlag, 1953
- Guy de Maupassant: La Maison Tellier, Hamburg: Mölich, 1948